# 玩具总动员2：拯救巴斯光年
《玩具总动员2：拯救巴斯光年》是一款由Traveller's Tales制作、动视发行的平台游戏。游戏于1999年11月在PlayStation、任天堂64发行。游戏后移植至Dreamcast等平台。
游戏根据皮克斯工作室的动画电影《玩具總動員2》制作。
游戏收到混合至正面评价。GameRankings给予游戏PlayStation版本75%的分数。